# Lithophane simplex
Lithophane simplex är en fjärilsart som beskrevs av Freyer. Lithophane simplex ingår i släktet Lithophane och familjen nattflyn. Inga underarter finns listade i Catalogue of Life.